# Leucania mocoides
Leucania mocoides là một loài bướm đêm trong họ Noctuidae.